# HD 113049
HD 113049，又名BD+76 473，SAO 7714、HR 4927，是一颗恒星，视星等为6.01，位于銀經122.32，銀緯41.65，其B1900.0坐标为赤經12h 55m 49.8s，赤緯+76° 41.65′ 42″。